# Sankarpur
Sankarpur är en ort i Indien.   Den ligger i distriktet North 24 Parganas och delstaten Västbengalen, i den östra delen av landet, 1 300 km sydost om huvudstaden New Delhi. Sankarpur ligger 14 meter över havet och antalet invånare är 6 244.
Terrängen runt Sankarpur är mycket platt. Runt Sankarpur är det mycket tätbefolkat, med 1 095 invånare per kvadratkilometer. Närmaste större samhälle är Bhātpāra, 5,5 km väster om Sankarpur. Trakten runt Sankarpur består till största delen av jordbruksmark.